# Рузвельт (шхуна)
«Ру́звельт» (англ. Roosevelt) — парусно-паровая деревянная шхуна, сконструированная и построенная специально для рекордных экспедиций Роберта Пири. Судно доставляло припасы и экспедиционный отряд к северной оконечности острова Элсмир в 1905—1906 и 1908—1909 годах. После того, как Пири объявил о достижении Северного полюса в 1909 году, «Рузвельт» был продан, использовался в качестве торгового судна и буксира. После окончательного износа был брошен в Панаме в начале 1937 года.

## Строительство. Конструкция
Роберт Пири, стремясь быть первым человеком, достигшим Северного полюса, к началу XX века считал наиболее краткой трассой путь по паковым льдам от северного побережья острова Элсмир. В те времена туда не могло пробиться ни одно судно, поэтому экспедиционный корабль должен был совмещать функции базы для санного отряда и ледокола. За основу был взят проект норвежского полярного судна «Фрам», способного противостоять ледовым сжатиям. Строительство обошлось в 150 000 долларов (3 340 000 в ценах 2018 года). Закладка киля произошла 19 октября 1904 год в Бакспорте, штат Мэн, на верфи The McKay and Dix Shipyard. 23 марта 1905 года прошёл спуск на воду, церемонию крещения вела супруга Пири — Джозефина, ранее сопровождавшая его в экспедициях. Судно нарекли «Рузвельтом» в честь действующего президента США.
«Рузвельт» имел деревянный корпус, форштевень и ахтерштевень которого дополнительно были укреплены железными скобами. Технические требования Пири были очень велики: корабль должен был легко маневрировать, то есть иметь небольшую длину, но одновременно должен был иметь достаточную прочность, чтобы выдерживать ледовые сжатия на зимовке. В окончательном проекте была заложена 30-дюймовая толщина бортов (76 см.); набор корпуса был сделан особо сложным, с системой распорок на ватерлинии, где давление льдов было наибольшим. Винт и рулевое перо были сделаны съёмными, для чего кормовая часть судна была оснащена специальными колодцами. Набор корпуса был из дуба, киль, фальшкиль и кильсон были вытесаны из цельных дубовых плах и скреплены вместе, образуя конструкцию в 6 футов высотой. Корпус был разделён водонепроницаемыми переборками на три отсека, что позволяло увеличить выживаемость судна, если оно было повреждено льдом. Форштевень был особой формы и окован сталью, что позволяло использовать судно как ледокол: корпус «наезжал» на ледовое поле, а его массы было достаточно, чтобы расколоть паковый лёд. Паровая машина-компаунд позволяла отключать несколько цилиндров, на короткое время обеспечивая наибольшую мощность — до 1500 л. с. Сначала было установлено три паровых котла, но из-за чрезмерного расхода угля, в 1907 году их заменили на два дымогарных котла. Для экономии угля при плавании на чистой воде предназначалось парусное вооружение (как у шхуны), однако паровой двигатель считался главным, а не вспомогательным. При этом весь объём корпуса использовался только для хранения припасов и угля, и размещения котлов и машины, судовая команда и полюсный отряд размещалась в палубных надстройках. Корпус был обшит белым дубом в два слоя, палуба — из орегонской сосны, внутренняя обшивка и подволок были из жёлтой сосны. Доски обшивки крепились к набору оцинкованными болтами.

## История

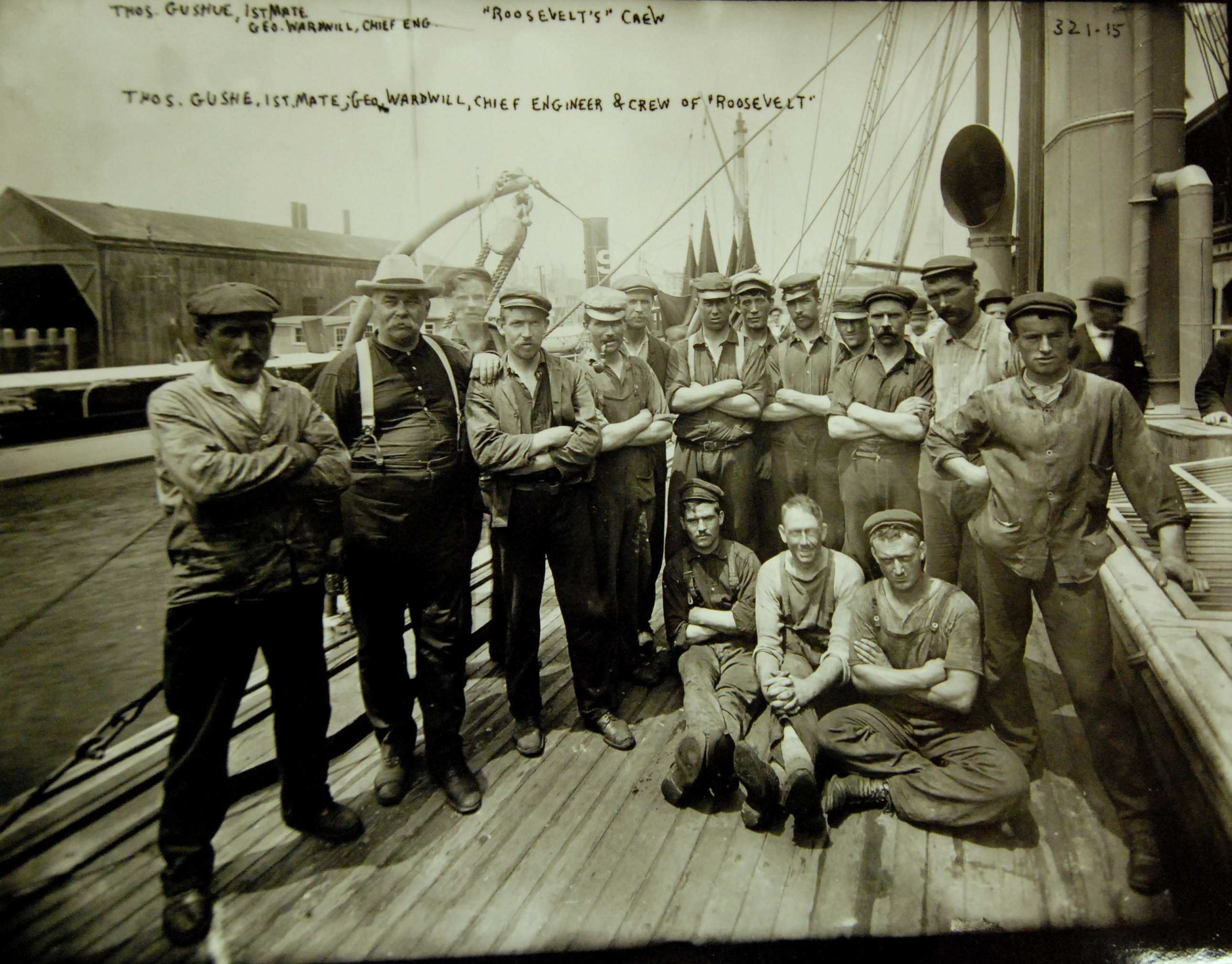
Команда «Рузвельта» в экспедиции 1905—1906 годов

### Экспедиционное судно
После постройки судно было представлено членам «Арктического клуба Пири» — организации представителей американского истеблишмента, которые финансировали деятельность Роберта Пири. «Рузвельт» рекламировали как самое прочное судно из построенных в мире. Экспедиция была неудачной: на пути к мысу Шеридан на судне вспыхнул пожар, льдами было повреждено рулевое перо, но всё-таки 5 сентября 1905 года удалось добраться до места. Во время санного похода Пири достиг, по его собственным заявлениям, 87°06’ с. ш., но на обратном пути его партию отнесло дрейфом льдов к побережью Гренландии. Ещё до его возвращения, 4 июля 1906 года «Рузвельт» оказался на чистой воде. Однако после попытки прохода ледяными полями, были потеряны лопасти винта, сломан руль и открылась течь на корме. 30 июля Пири вернулся на борт, и только 24 августа удалось начать движение на юг. Несколько раз судну угрожало затопление во время шторма, команда рисковала также остаться на вторичную зимовку, и только в декабре 1906 года команда вернулась в Нью-Йорк. В 1907 году судно пришлось капитально ремонтировать: помимо непрочного рулевого устройства и пробоин в корпусе, обнаружилось, что котлы потребляли слишком много топлива. Замена силовой установки обошлась ещё в 75 000 долларов (2 070 000 в ценах 2018 года). Только в сентябре 1908 года команда Пири вновь добралась до мыса Шеридан, и пустилась в путь 20 января следующего, 1909 года. Пири утверждал, что достиг Северного полюса в сопровождении ещё 5 спутников — афроамериканца и эскимосов — 6 апреля 1909 года. В сентябре 1909 года команда вернулась в Нью-Йорк под флагом Северного полюса, специально утверждённого для этой цели. Вскоре «Рузвельта» задействовали в военно-морском параде в честь 100-летнего юбилея парохода Фултона. Пири предлагал экспедицию и к Южному полюсу, однако судно требовало дорогостоящего ремонта, и предприятие не состоялось.

### Дальнейшая служба
Во второй половине 1910 года Арктический клуб продал «Рузвельта» крупному предпринимателю по торговле колониальными товарами — Джону Арбаклу за 37 500 долларов (1 020 000 в ценах 2018 года). Арбакл владел флотом буксирных судов, и превратил шхуну в спасательное судно — океанский буксир. Всё научное оборудование было ликвидировано, убрали также таранный форштевень. После кончины Арбакла «Рузвельт» вновь был продан и отстаивался у Бруклинского моста, хотя и фигурировал в реестрах как рыболовное судно. Судя по заметке в New York Times, судно вновь было продано, а паровой котёл — переведён с угля на нефть. Далее «Рузвельта» перегнали на Тихий океан для перевозок между островами Прибылова и Уналашкой на службе Бюро США по рыболовству. По прибытии в Норфолк оказалось, что потребуется длительный ремонт — восстановление ледокольного форштевня, укрепление корпуса и ковка нового гребного вала и винта. Стоимость капитального ремонта составила 72 000 долларов (1 860 000 в ценах 2018 года), но это было выгоднее, чем строительство нового судна. Ремонт затянулся до 1916 года, далее из-за международного инцидента шхуну более месяца удерживали в Гуантанамо, а в Бальбоа, перед входом в Панамский канал, вновь потребовался трёхнедельный ремонт. 23 апреля 1917 году «Рузвельт» добрался до Сиэтла и прошёл по вновь открытому Вашингтонскому каналу 4 июля во время торжественной церемонии. До конца сезона было совершено два рейса на Аляску для доставки необходимых припасов, обратно в Сиэтл возили добытые меха. В январе 1918 года впервые было совершено зимнее плавание на острова Прибылова. В апреле на борту произошла эпидемия дифтерии. Во время карантина на Уналашке «Рузвельта» использовали как ледокол для спасения промысловиков в Бристольском заливе, это позволило снять с льдины команду затонувшего судна, и вывести изо льдов и отбуксировать пять судов, потерявших ход. 18 марта 1918 года шхуна была мобилизована для нужд военно-морского флота, в котором числилась до июня 1919 года. «Рузвельт» исполнял прежние функции — возил грузы из Сиэтла на Уналашку, но был вооружён тремя 3-фунтовыми орудиями. Далее оказалось, что судно нуждается в ремонте корпуса, а объявленная смета в 186 000 долларов — чрезмерна. В июле 1919 года «Рузвельт» был продан в Сиэтле с аукциона за 28 000 долларов (406 000 в ценах 2018 года). Следующие четыре года он использовался как грузовоз, вмещающий 700 тонн. В 1923 году он был перекуплен и использовался как океанский буксир, который в течение 18 месяцев мог вызволить суда любого размера в любую погоду. Далее в 1924 году его поставили для буксировки барж с древесиной из Сиэтла в Калифорнию. В 1929 и 1931 года судно пережило серьёзные аварии. Наконец, в октябре 1936 года «Рузвельт» отправили буксировать списанный угольщик в Нью-Йорк. После прохождения Панамского канала старый паровой котёл окончательно вышел из строя. Попытка превратить шхуну в судно-музей не удалась. В январе 1937 года «Рузвельт» был брошен на кладбище кораблей, где и завершилось его существование.